# Piper PA-31 Navajo
Piper PA-31 Navajo, Chieftain, Mojave je družina dvomotornih propelerskih letal ameriškega proizvajalca Piper Aircraft. Večina modelov uporablja protibatne motorje Lycoming. PA-31 so proizvajali tudi pod licenco v več državah Latinske Amerike. Do leta 1984 je bilo zgrajenih skoraj 4000 letal. Zgradili so tudi turbopropelersko verzijo "PA-31T3". Verzija "PA-31P" ima presurizirano kabino. Velja za udobno in luksuzno potovalno športno letalo v konkurenci: Beechcraft Duke, Beechcraft Queen Air, Cessna 340 in Piper PA-60 Aerostar.  

## Zanimivosti
Letalo Piper 31 nastopa v filmih: Altitude 2010, Der Clown 1996, Doublecrossed 1991, Flying Wild Alaska Ep. 1.02, 1.06, 1.09, 2011-2012, Fyre 2019, Honky Tonk Freeway 1981, Jaws: The Revenge 1987, My Spy 2020, Operation Avalanche 2016, Piedone d'Egitto 1980, Point Break 1991, The Bourne Legacy 2012, The Marine 4: Moving Target 2015, The Mountain Between Us 2017, Tinker Tailor Soldier Spy 2011.

## Specifikacije (PA-31 Navajo)
Podatki iz Jane's All The World's Aircraft 1976–77; Taylor 1976, p.355
Splošne karakteristike
- Posadka: 1 pilot
- Število sedežev: 2 pilotska in 6 potniških
- Dolžina: 32 ft 7½ in (9,94 m)
- Razpon kril: 40 ft 8 in (12,40 m)
- Višina: 13 ft 0 in (3,96 m)
- Površina kril: 229 sq. ft (21,3 m²)
- Aeroprofil: NACA 63A415  (koren)  NACA 63A212 (konica)
- Teža praznega letala: 3930 lb (1782 kg)
- Maks. vzletna teža: 6500 lb (2948 kg)
- Pogon letala: 2 ×  6-valjni bencinski protibatni motor Lycoming TIO-540-A, 310 KM (231 kW)  vsak
- Propelerji: 2- ali 3-kraki Hartzell propelerji s spremenljivim vpadnim kotom krakov in možnostjo nastavljanja propelerja na nož

 Zmogljivost 
- Neprekoračljiva hitrost: 236 knots[1] (438 km/h (272 mph))
- Maks. hitrost: 227 vozlov (420 km/h (260 mph)) at 15.000 ft (4.600 m)
- Potovalna hitrost: 207 vozlov (383 km/h (238 mph)) ekonomična potovalna hitrost na višini 20.000 ft (6.100 m)
- Hitrost porušitve vzgona: 63,5 vozlov (118 km/h (73 mph)) s spuščenimi zakrilci
- Doseg: 1011 nmi (1.875 km (1.165 mi))
- Višina leta: 26300 ft (8015 m)
- Hitrost vzpenjanja: 1445 ft/min (7,3 m/s)